# 7852 Itsukushima
7852 Itsukushima este o planetă minoră (asteroid), cu un diametru de 5,52 km, din centura de asteroizi. A fost descoperită pe 17 octombrie 1960 la Observatorul Palomar de Cornelis Johannes van Houten și a fost numită după Itsukushima⁠(d). 
Obiectul prezintă o orbită caracterizată de o semiaxă mare de 2,4175749 UAi, o excentricitate de 0,06, o înclinație de 4,00687 ° în raport cu ecliptica.